# Кубок Бельгії з футболу 2009—2010
Кубок Бельгії з футболу 2009–2010 (нід. Beker van België) — 55-й розіграш кубкового футбольного турніру в Бельгії. Володарем кубку втретє став Гент.

## Календар
| Раунд           | Дата                           | Матчі | Клуби     |
| --------------- | ------------------------------ | ----- | --------- |
| Перший раунд    | 25-26 липня 2009               | 84    | 243 → 159 |
| Другий раунд    | 2 серпня 2009                  | 42    | 159 → 117 |
| Третій раунд    | 8-9 серпня 2009                | 37    | 117 → 80  |
| Четвертий раунд | 12-16 серпня 2009              | 32    | 80 → 48   |
| П'ятий раунд    | 22 серпня - 7 жовтня 2009      | 16    | 48 → 32   |
| 1/16 фіналу     | 27-28 жовтня 2009              | 16    | 32 → 16   |
| 1/8 фіналу      | 23 грудня 2009 - 20 січня 2010 | 8     | 16 → 8    |
| 1/4 фіналу      | 20-23/26-27 січня 2010         | 8     | 8 → 4     |
| 1/2 фіналу      | 9 лютого - 26 березня 2010     | 4     | 4 → 2     |
| Фінал           | 15 травня 2010                 | 1     | 2 → 1     |

## 1/16 фіналу
| Команда 1                | Рахунок | Команда 2               |
| ------------------------ | ------- | ----------------------- |
| 27 жовтня 2009           |         |                         |
| Стандард                 | 2:1 дч  | Льєрс (2)               |
| Жерміналь (Беєрсхот)     | 3:0     | Дейнзе (3)              |
| Монс (2)                 | 2:1 дч  | Мускрон                 |
| Серкль (Брюгге)          | 2:0     | Ауд-Геверле (2)         |
| Сінт-Трейден             | 0:1     | Генк                    |
| 28 жовтня 2009           |         |                         |
| Брюгге                   | 5:0     | Гамме (3)               |
| Гент                     | 3:1     | Волюве (3)              |
| Віртон (3)               | 0:1 дч  | Кортрейк                |
| Вестерло                 | 3:2 дч  | Ендрахт (Алст) (3)      |
| Стандаард (Веттерен) (2) | 1:2 дч  | Шарлеруа                |
| Антверпен (2)            | 0:1     | Дендер (2)              |
| Андерлехт                | 2:0     | Верв'є (3)              |
| Локерен                  | 2:0     | Тюбіз (2)               |
| Руселаре                 | 2:1 дч  | Беверен (2)             |
| Мехелен                  | 2:0     | Споувен-Мопертінген (4) |
| Зюлте-Варегем            | 3:0     | Ронсе (2)               |

## 1/8 фіналу
| Команда 1      | Рахунок | Команда 2            |
| -------------- | ------- | -------------------- |
| 23 грудня 2009 |         |                      |
| Брюгге         | 2:1     | Локерен              |
| Шарлеруа       | 2:5 дч  | Мехелен              |
| Генк           | 1:2     | Руселаре             |
| Андерлехт      | 3:0     | Дендер (2)           |
| Вестерло       | 3:1     | Монс (2)             |
| Стандард       | 1:2     | Кортрейк             |
| Гент           | 1:0     | Жерміналь (Беєрсхот) |
| 20 січня 2010  |         |                      |
| Зюлте-Варегем  | 1:3     | Серкль (Брюгге)      |

## 1/4 фіналу
| Команда 1        | Заг.    | Команда 2       | 1-й матч | 2-й матч |
| ---------------- | ------- | --------------- | -------- | -------- |
| 20/27 січня 2010 |         |                 |          |          |
| Кортрейк         | 3:3 (ч) | Руселаре        | 3:2      | 0:1      |
| Мехелен          | 3:2     | Вестерло        | 3:2      | 0:0      |
| Брюгге           | 1:5     | Гент            | 1:4      | 0:1      |
| 23/26 січня 2010 |         |                 |          |          |
| Андерлехт        | 2:2 (ч) | Серкль (Брюгге) | 2:1      | 0:1      |

## 1/2 фіналу
| Команда 1                | Заг. | Команда 2 | 1-й матч | 2-й матч |
| ------------------------ | ---- | --------- | -------- | -------- |
| 9 лютого/25 березня 2010 |      |           |          |          |
| Мехелен                  | 2:3  | Гент      | 2:2      | 0:1      |
| 17/26 березня 2010       |      |           |          |          |
| Серкль (Брюгге)          | 4:3  | Руселаре  | 3:0      | 1:3      |

## Фінал
| 15 травня 2010 21:45 (UTC+2) |

| Серкль (Брюгге) | 0:3      | Гент                               |
| --------------- | -------- | ---------------------------------- |
|                 | Протокол | Кулібалі 35' Леє 86' Грондін 90+3' |

| Стадіон імені короля Бодуена, Брюссель Глядачів: 40 000 Арбітр: Пол Аллаертс |